# Prefettura di Kagoshima
Kagoshima (鹿児島県?) è una prefettura giapponese di 1 599 779 abitanti (2020), con capoluogo a Kagoshima. Si trova nella regione di Kyūshū, sull'isola di Kyūshū.
La prefettura comprende anche le Isole Satsunan (isole Ryūkyū settentrionali), a loro volta divise in: Isole Amami, Isole Ōsumi e Isole Tokara.